# エレクトリックピアノ
エレクトリックピアノ（英: Electric piano）とは、ピアノと同様な鍵盤と、機械的な各種の発音機構を持ち、発音体の振動を集音機構(pick up)で電気信号に変換し、アンプとスピーカーから音を再生する鍵盤楽器である。普通のピアノと違い、アンプの駆動に電気を必要とする。略称は「エレピ」。発音は多種多様である。
鍵を押すと機械式ハンマーが金属弦、金属リード、またはワイヤー歯を叩き、それらを振動させる。この振動が磁気ピックアップによって電気信号へと変換され、電気信号は次演奏者と聴衆が聴き取るために十分大きな音量を作るために楽器アンプおよびラウドスピーカーへとつなげられる。シンセサイザーとは異なり、エレクトリックピアノは電子楽器（エレクトロニック楽器）ではない。それよりむしろ電気機械である。一部の初期エレクトリックピアノは昔ながらのピアノと同様に、音を生み出すための様々な長さのワイヤーを使用した。より小型のエレクトリックピアノは音を生み出すために短い鋼鉄の薄片を使用した。最初期のエレクトリックピアノは1920年代に発明された。1929年製造の「ネオ-ベヒシュタイン」エレクトリック・グランドピアノは最古のエレクトリックピアノの一つである。おそらく最古の弦を持たないモデルはロイド・ロアーのヴィヴィ-トーンクラヴィアであった。その他の特筆すべきエレクトリックピアノ製造業者にはボールドウィン・ピアノ・カンパニーとウーリッツァー社がある。

## 概歴
| Neo-Bechstein (1929) |  | Vierling-Förster piano (1937) |

1929年、ドイツのピアノメーカーのベヒシュタインは世界恐慌で苦境に陥り、総合電機メーカー・シーメンスとノーベル賞科学者ヴァルター・ネルンストの助けを借りて、ポピュラー音楽向けの電気グランド・ピアノ「ネオ・ベヒシュタイン」を開発した。この楽器は別名「ジーメンス・ベヒシュテイン」とも呼ばれ、響板のアコースティックな音響増幅効果を電気的増幅に置き換えた最初の試みだった。なお熱化学で知られるネルンストが畑違いの楽器開発に関わった経緯は不明だが、ネルンストの共同研究者として、電子楽器研究で有名だった ハインリッヒ・ヘルツ研究所発振器研究グループからOskar Vierlingの名が挙がっている。Vierlingは他のピアノメーカー・アウグスト・フェルスターのための楽器開発も行っており、その成果は1937年Vierling-Förster pianoとして発売された。

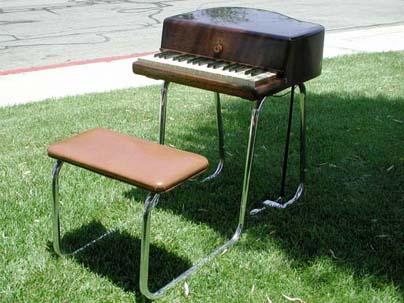
Rhodes Pre-Piano (1946)

第二次世界大戦後に、アメリカのハロルド・ローズが戦傷軍人が音楽演奏で生計を立てることができるように、廃棄された軍装品を利用して製作したのを始めとする。これが「ローズ・ピアノ (Rhodes Piano)」の原型となった。当初は需要を開拓できたとは言い難いが、やがてロックンロールなどの大音量で演奏される音楽が発展し、ピアノではドラムキットや管楽器、エレクトリックギターに音量では太刀打ちできなくなり、ハモンドオルガンやエレクトリックピアノの需要が生まれてくる。ピアノとは似て非なる新しい音色を面白がって使うミュージシャンも出現し、エレクトリックピアノはハロルド・ローズの権利を買い取ったフェンダーや、オルガンメーカーのウーリッツァーを始めとする様々なメーカーにより開発され、発展していくことになった。
日本では、家屋が狭い、床構造の強度が足りない、団地住まいで階段を運び上げられないなど、庶民の家庭では子女の教育にピアノを購入しようと思っても、住宅環境の制約から不可能なために、オルガンで代用されたりしたが、打鍵の感覚などがピアノとは全く異なる。家庭用の軽量な構造を持ったピアノということで、日本コロムビアは商標「エレピアン」を開発した。
日本のヤマハは、グランドピアノと同等の張弦構造を持つ、通称エレクトリック・グランドピアノ、CP-70、CP-80を開発した。既にソウル・ファンクミュージックなどで使用されていた、クラビネットにも似たアタックの独特の歪みが特徴で、アコースティック・グランドピアノよりも輝きのある音で、フュージョンやポピュラー全般に使用された。
1980年代に入るとPCM音源やFM音源の開発・実用化により、シンセサイザーの表現力が一挙に発展する。ヤマハが開発したFM音源方式シンセサイザーDX7に内蔵されたエレクトリックピアノ音色は、バラードなどによく使用され、独特のクリアな音色が重宝されている。大きく重い機械式エレクトリックピアノは、この波に呑み込まれて1980年代を以て新製品はほとんど開発されなくなってしまった。ローズ・ピアノもブランドをローランドへ売却。同社はデジタルピアノにローズのブランド名を付けた。サンプリング・テクノロジーや物理モデル音源の発展により、デジタルのエレクトリックピアノ音色は非常にリアルになったが、それでも機械式エレクトリックピアノを求める動きは大きい。2006年になり、ローズのブランド名で久々の機械式エレクトリックピアノ「ローズMk7」が発表になった。

## 混同されやすい楽器について
- エレクトロニックピアノ - アナログの発振器により音が合成されるピアノ。
- デジタルピアノ - デジタル回路の発振器や半導体メモリーに録音された音を出力するピアノ。
- シンセサイザー - 音の合成がより自由にできる鍵盤楽器。内部設定でピアノの音も入っている場合があるが、鍵盤の入力の強さ検出は必須ではない。
- 電子ピアノ - 電子的な発振器や半導体メモリーに記録された音を出力するピアノ全般。
- オンド・マルトノ - 開発者モーリス・マルトノが1931年に来日した際、新聞に「電波ピヤノ」という紹介記事が書かれた。動作原理はシンセサイザーと類似しているが、ピアノの音を出力する機能は無い。鍵盤部には音の強さを検出する機構は無く、左側の引き出しに収納された「トゥッシュ」と呼ばれるボタンで行う。

前述のとおり、エレクトリックピアノの条件としては、弦や音叉などの機械的な発振器を演奏者が機械的操作により振動させ目的の周波数を取り出すことにある。上記の混同される楽器にそのような原理は無い。

## 発音方式

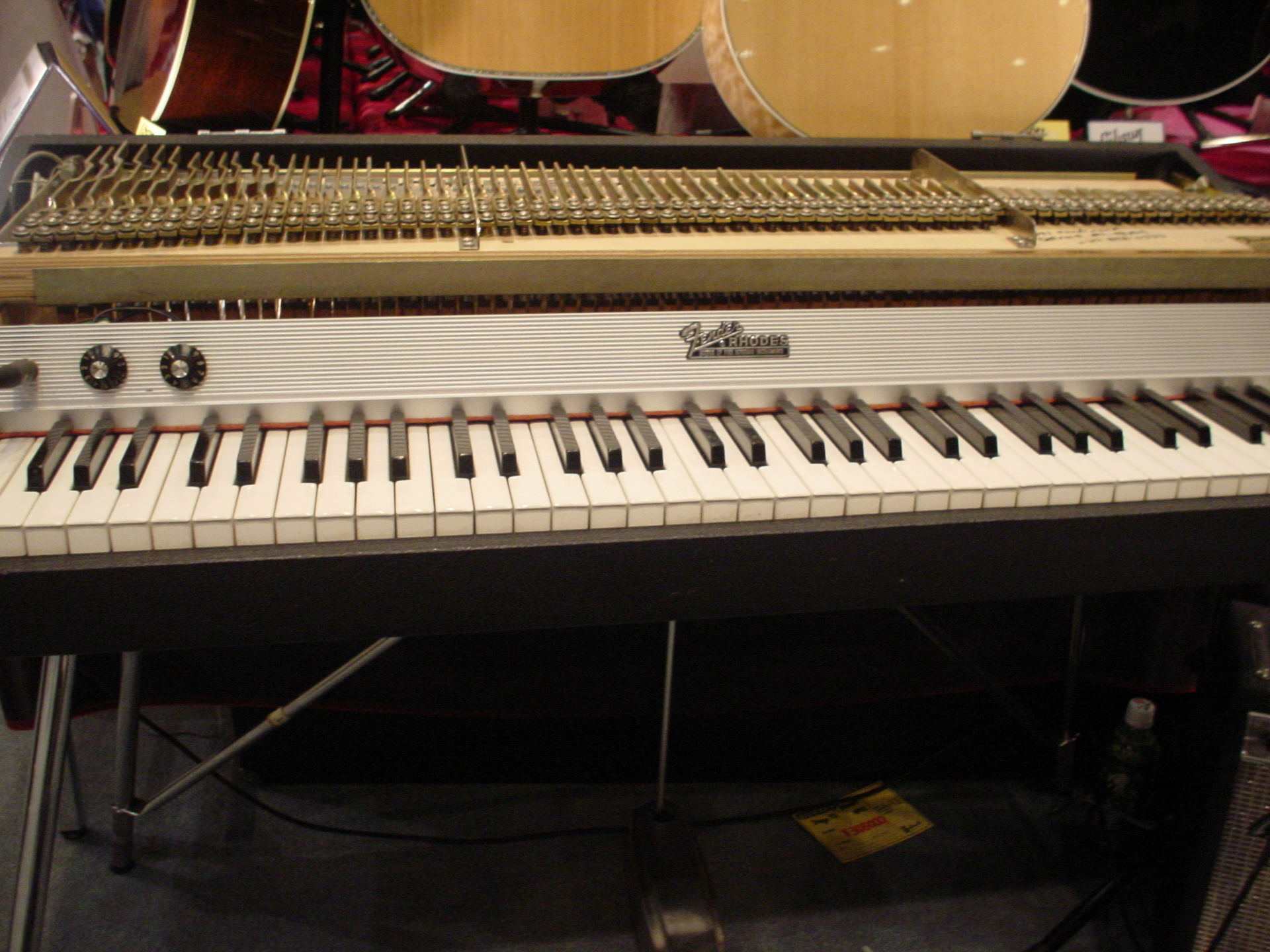
フェンダー・ローズ

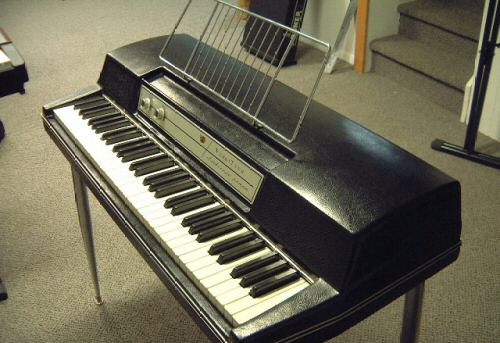
ウーリッツァーピアノ Wurlitzer 200A

打弦式
通常のピアノと同様な、弦をハンマーで叩くメカニズムを用いる方式。弦の振動をピエゾ素子または電磁ピックアップで電気信号に変換し、アンプで増幅して音を鳴らす。響板は多くの場合省略される。1929年ネオ・ベヒシュタインで初めて実現され、次いでVierling-Förster pianoに採用された。
代表的機種: ヤマハ・CP-80、ホーナー・クラビネット、カワイ、Baldwin、Helpinstill
金属片を叩く方式
代表的機種: ウーリッツァー、コロムビア・エレピアン、ホーナー・エレクトラピアノ
音叉を叩く方式
代表的機種: Rhodes
金属片を弾く方式

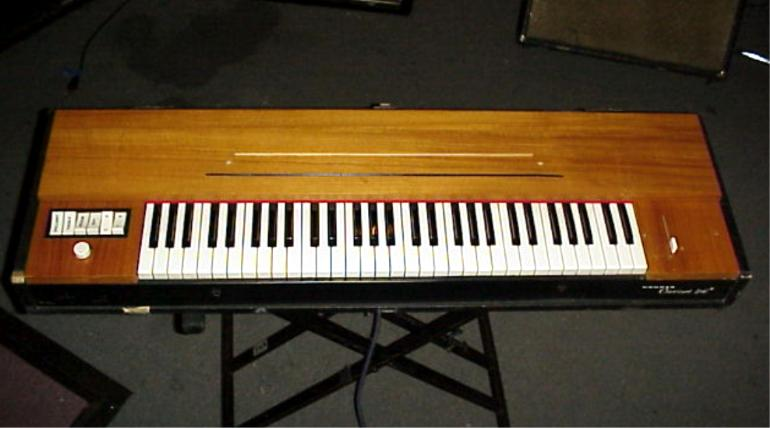
ホーナー・クラビネット

代表機種: ホーナー・チェンバレット（ゴム製プレクトラムで弾く)）、ピアネット（鍵盤に吸い上げられた金属片が弾性で離れて振動）
發弦式
古典鍵盤楽器チェンバロと同様な、弦をピックではじく方式。
代表機種: ボールドウィン・エレクトリック・ハープシコード

## 代表的なエレクトリックピアノ

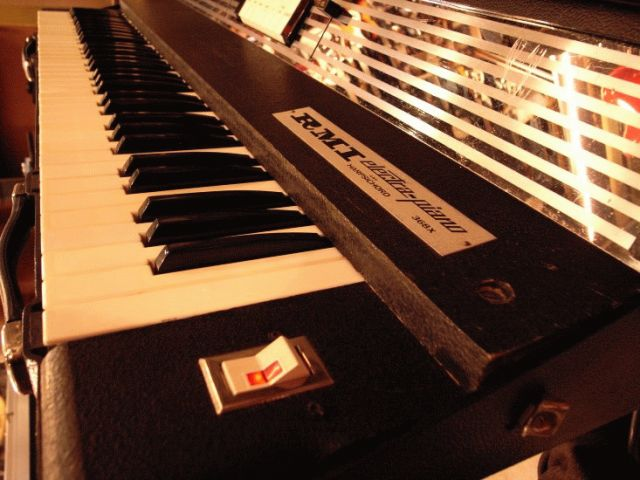
RMI エレクトラピアノ

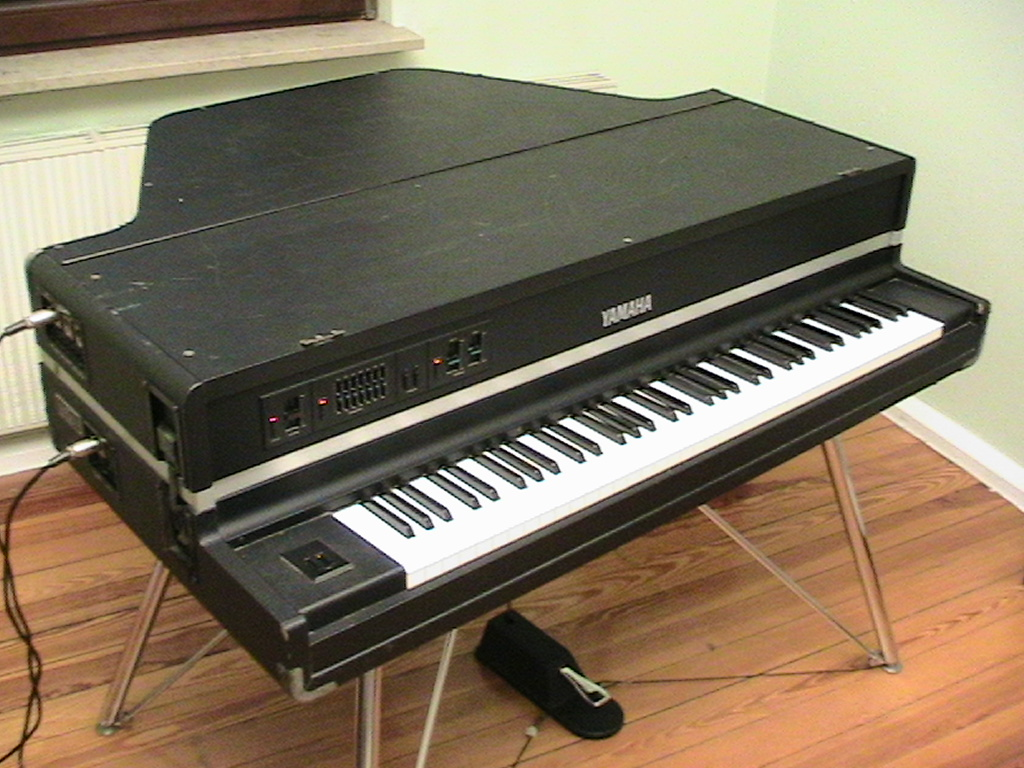
ヤマハ CP-70M

ローズ・ピアノ (フェンダーローズ・ピアノ)
トーンジェネレータと呼ばれる片持ち梁状の金属片をハンマーで叩き、その振動で近傍のバーという一種の音叉のような共鳴体が共振することで、鋭い打撃音と長く伸びる減衰音から鳴る独特の音色を発音する。生の音は正弦波に近い特徴ある、澄んだ、なおかつアタックの強い音を発生するが、ピアノに内蔵のトーンコントロールの調整や、アンプをオーバードライブ気味に歪ませた時の低音のうなるような力強い音は独特な印象を与える。1970年代以降独特の音が認知され、エレクトリックピアノを代表する楽器となる。
ウーリッツァーピアノ
リード（振動板）を叩く構造。ローズと比べてピアノに近いアクションを持ち、スピーカーを内蔵しているが、ローズより軽量。1960年代後半から1970年代中盤にかけて広く使われた。カーペンターズ、スモール・フェイセス、スーパートランプ、ダニー・ハサウェイなどで有名なほか、クイーンの「マイ・ベスト・フレンド」でも演奏されている。
RMIエレクトラピアノ
電子発振式のため、正確には初期のエレクトロニックピアノの範疇に入る。1960年代後半から1970年代前半にかけて、同様の目的でロックやジャズで幅広く用いられた楽器。CRUMARなど、様々な電子オルガンメーカーが同様の楽器を生産した。
ホーナー・エレクトラピアノ
アップライトピアノのようなボディに、ウーリッツァーに似たアクションとローズに似たリードを装備する。レッド・ツェッペリンのジョン・ポール・ジョーンズが愛用した。非常に稀少なもの。大音量のロックバンドで演奏するには些か繊細に過ぎる音色であったため、ジョーンズはツアーにはローズ・ピアノを持ち出した。
ホーナー・ピアネット
調律された金属片を、鍵盤に取り付けられたゴム製の吸盤で吸い上げ、金属片が反発力で離れて振動し、発音する。多少の強弱を付けて演奏することが可能。ビートルズやゾンビーズ、ジェネシスなど、1960年代後半から1970年代前半には広く使われた。1970年代末にはクラビネットに組み込まれた。
ホーナー・クラビネット
ホーナー・チェンバレット（金属片を鍵盤に取り付けられたゴム製のプレクトラムで弾いて発音）が少数生産に終わった後、開発された楽器。ピアノの祖先であるクラヴィコードの機構を簡略化し、マグネティックピックアップを取り付けたもの。タンジェントが弦を突き上げるクラヴィコードと異なり、鍵盤裏に取り付けられた突起が弦を金属製フレームに叩き付けて発音する。ギター的なプレイに向いており、ソウル、ファンク、ロックで幅広く使われた。
コロムビア・エレピアン
リード（振動板）を、通常のフェルトハンマーで叩く構造。元祖フェンダーローズにも似た音色を発する。
アンプ部にはイヤフォン出力があり、演奏音のリスナーを演奏者自身に限定できるという、今日のヤマハ・サイレントピアノのさきがけのような機能も備えていた。
この点を評価したものかどうかは不明であるが、当時の雑誌広告によれば、ルドルフ・ゼルキンが1964年に来日した際、エレピアンに触れて「グッド･アイデア！」と連発したという。
また、アンプ部には外部音声入力も備えられており、アンプ内蔵スピーカーとして使うことができたほか、演奏音と外部音声をミキシングすることもできた。
後には「電子ピアノ」に移行した。現在同社は電子楽器製造からは撤退している。
ヤマハCP-70、CP-80
実際に張弦構造を持ち、ハンマーで打弦した振動をピエゾ(圧電式)ピックアップで検出する。CP-70、80は2つに分解することが可能で、運搬・マイキングが容易かつリアルな音の得られるグランドピアノとして開発されたが、その音色は今までにない独特なものとなり、人気を得ることとなった。ローズはヤマハDX7などに駆逐されたが、この楽器の音はシンセでは再現しにくいものだったため、1980年代後半までよく使われた。

## シンセサイザーの有名なエレクトリックピアノ音色

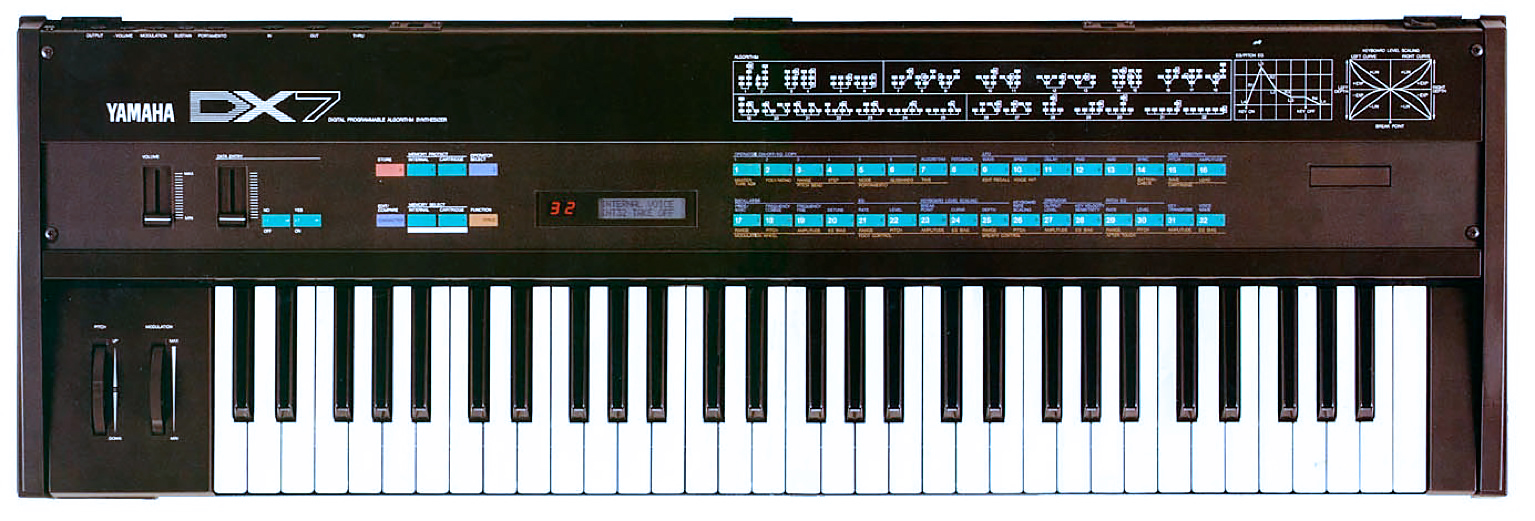
ヤマハ DX7

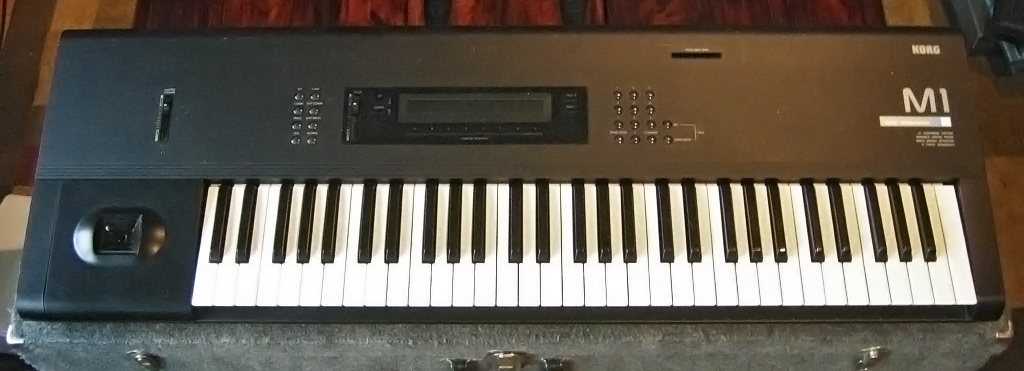
コルグ M1

ヤマハDX7
FM音源を搭載したデジタルシンセサイザー。エレクトリックピアノのプリセット音色が秀逸であることで知られ、ポップスをはじめとして幅広いジャンルで使用された。独特の透明感ときらびやかな響きを持つ音色はこの機種の大きなセールスポイントとなり、しばしば1980年代を象徴するサウンドとも評される。現在でも根強い人気があり、後発のシンセサイザーやサンプラーなどにDX7のエレクトリックピアノを再現したものが収録されている例も多い。
なおDX7には工場出荷時点の基本データだけでもエレクトリックピアノのプリセットが多数収録されているが、一般的に「DX7のエレピ」と呼ばれるのはプリセット11番の音色を指すことが多い。
コルグM1
PCM音源を搭載したシンセサイザー。アタックに重みがある独特の音色で、はっきりとした力強い音像が特徴である。TRINITYやX5Dなどの後発のシンセサイザーにも波形が移植されており、ほぼ同等のサウンドで演奏することが可能。
ローランド JD-800
PCM音源を搭載したシンセサイザー。強いアタックと金属を叩いたような硬質感を持った特徴的な音がする。同社のRDシリーズに代表されるステージピアノに比べ、激しい曲調の中でも埋もれにくい明朗なサウンドを生かしてハウス・ミュージックなどの電子音楽で多用される傾向にある。
特にプリセット53番の音色が広く知られており、小室哲哉が1990年代中頃、楽曲に好んで使用していたことでも有名となった。例としてTRFの「Boy Meets Girl」のイントロでJD-800のエレクトリックピアノの音を聞くことができる。後のローランドのシンセサイザーFantomシリーズだけでなく、ヤマハのEOS B2000など他社のシンセサイザーにもサンプリングされたものが収録されている。